# Drapeau et armoiries de Morelia
 (juin 2024).
Le drapeau de la ville de Morelia (Mexique) fut officiellement adopté le 9 octobre 1991.

## Composition et symbolisme
Dans sa version la plus récente, il est composé d'un rectangle divisé en deux bandes horizontales de taille identique, de couleur or et rouge, avec les armoiries de la commune en son centre.

### Couleurs
| Couleur | ● Rouge | ● Jaune |
| ------- | ------- | ------- |
| HTML    | #FF0000 | #FABD00 |

Le drapeau porte les couleurs jaune et rouge :
- le jaune représente la justice, la miséricorde et la bonté ;

- le rouge représente la liberté, la santé et la charité.

## Historique
En 1991, un drapeau a été conçu pour commémorer le 450ème anniversaire de la fondation de la ville de Morelia, anciennement appelée Valladolid, il était de forme rectangulaire, divisé en deux bandes horizontales avec l'emblème de la ville. des bras au milieu ; la bande supérieure est jaune et celle du bas est rouge, les couleurs s'inspirant de celles de l'écu : l'or du fond et le pourpre de la royauté du royaume d'Espagne.

### Drapeaux historiques

Drapeau de la province du Michoacán (1537–1625)
Drapeau de Valladolid (1625-1991)

## Armoiries

Armoiries de Morelia.

Les armoiries de la commune de Morelia sont composées de trois quarts de champs d'or, chacun représentant un roi vêtu de pourpre avec un sceptre dans les mains. Au sommet, il porte une couronne royale avec des clous en strass bleus, rouges et verts et sur les bords, un feuillage noir et doré avec des clous. On pense que les trois personnages couronnés représentent Charles Quint, son frère Maximilien et son fils de Felipe II, dont ils voulaient conserver la mémoire dans le bouclier de l'antique ville de Valladolid, dans la province de Michoacán.